# Liste der Einträge im National Register of Historic Places im Shelby County (Texas)
Die Liste der Registered Historic Places im Shelby County führt alle Bauwerke und historischen Stätten im texanischen Shelby County auf, die in das National Register of Historic Places aufgenommen wurden.

## Aktuelle Einträge
| Lfd. Nr. | Name                     | Bild | Datum der Eintragung | Adresse/Lage   | Ort    | ID       | Beschreibung |
| -------- | ------------------------ | ---- | -------------------- | -------------- | ------ | -------- | ------------ |
| 1        | Shelby County Courthouse |      | 31. März 1971        | Courthouse Sq. | Center | 71001074 |              |